# Abbaye du Monte Favale
L'abbaye du Monte Favale est une ancienne abbaye cistercienne, située en Italie, dans la commune de Chiaravalle (Marches, province d'Ancône).

## Localisation et toponymie
L'abbaye était située à cinq ou six kilomètres au nord-ouest de Pesaro, sur la colline appelée de nos jours mont San Bartolo.

## Histoire

### Fondation bénédictine ou guillemite
La première mention de cette abbaye date de 1224, dans une bulle d'Honorius III (Priori [e] fratribus heremi Sancti Benedicti de Monti Fabali) ; le pape y invite les ermites qui vivent là à adopter la réforme guillemite ; on ne sait pas quelle règle était suivie auparavant. Une bulle d'Innocent IV, datée de 1251, mentionne elle aussi le monastère.

### Entrée dans l'ordre cistercien
En 1256, rebutés par la demande d'Alexandre IV de passer à la Règle de saint Augustin, les moines font le choix de rejoindre l'ordre cistercien et de s'affilier à l'abbaye de Castagnola toute proche et alors en expansion ; l'abbaye, alors consacrée à saint Benoît, change de dédicace et est consacrée à la sainte Croix. En 1270, l'abbé de Monte Favale est déposé par le chapitre général cistercien pour n'avoir pas assisté à l'assemblée annuelle de ce dernier.

### La commende et la fin de l'abbaye
L'abbaye de Monte Favale resta toujours de dimensions très modestes. Cependant, elle avait la charge de la petite église San Eracliano à Pesaro. Au XVe siècle, l'abbaye tombe sous le Régime de la commende ; dans le cas de Monte Favale, ce sont les archevêques de Pesaro qui sont nommés abbés commendataires. L'impact de la commende est très rapidement destructeur et l'abbaye est vite abandonnée, puis ruinée. Les dernières traces de l'édifice disparaissent avec les guerres napoléoniennes.

## Architecture
On sait de l'église qu'elle était orientée à l'est, qu'elle mesurait 70 palmes de longueur (8,68 mètres) et 80 de largeur (9,92 mètres) : c'était donc un édifice de dimensions extrêmement réduites. Son architecture incluait des éléments typiquement cisterciens.